# Onoe Matsunosuke

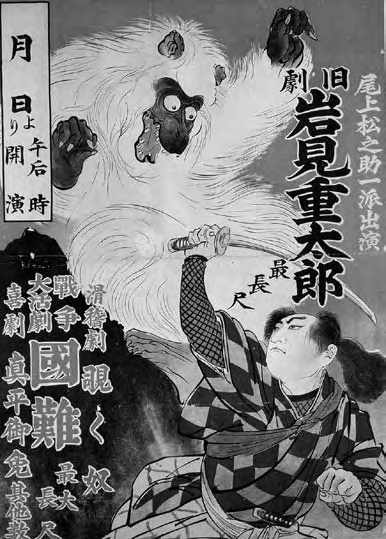
Film-Plaka

Onoe Matsunosuke (japanisch 尾上 松之助, eigentlich Nakamura Kakuzō; geboren 12. September 1875 in Okayama (Präfektur Okayama); gestorben 11. September 1926 in Kyōto) war ein japanischer Kabuki-Schauspieler, Filmschauspieler und Filmregisseur.

## Leben und Wirken
Onoe Matsunosuke trat im Alter von fünf Jahren zum ersten Mal im Kabuki-Theater auf. Sein Film-Debüt machte er 1909 mit „Goban Tadanobu“ (碁盤忠信), etwa „Tadanobo der Go-Spieler“. Der Film wurde von „Yokota Shōkai“ (横田商会), einem Vorläufer des Filmunternehmens Nikkatsu, produziert. Er wurde zum wichtigsten Schauspieler für den dort wirkenden Regisseur Makino Shōzō.
Für seine Fähigkeit, die Augenbälle extrem zu rollen, wurde Onoe „Medama no Matchan“ (目玉の松ちゃん), etwa „Der liebe Matsu mit den Augen“, genannt. Auf dem Höhepunkt seiner Karriere machte Onoe neun Filme in einem Monat. Sein tausendster Film, „Araki Mataemon“ (荒木又右エ門), die Geschichte eines Samurai zu Beginn der Edo-Zeit, gedreht 1925 unter Ikeda Tomoyasu (池田 富保; 1892–1968), war der größte Erfolg in Nikkatsus Firmengeschichte.
Onoe selbst war Regisseur verschiedener Filme. Am bekanntesten ist „Yūkoku no shishi“ (憂国の士氏), etwa „Der edle Patriot“ aus dem Jahr 1924. Von 1921 bis 1923 leitete Onoe die Studios von Nikkatsu, anschließend übernahm er den Direktorposten der Firma.